# 问题笔螺
问题笔螺（学名：Phaeomitra ambigua），是新腹足目笔螺科Phaeomitra属的一种。主要分布于中国大陆、台湾等地區，常栖息在潮下带。